# Graham Nash David Crosby
Albums de Crosby & Nash
Wind on the Water
(1975)
Graham Nash/David Crosby est le premier album du duo composé de David Crosby et Graham Nash, sorti en 1972.
Après la première séparation de Crosby, Stills, Nash and Young, en 1970, les quatre membres s'engagent dans des projets solo. Crosby et Nash sortent chacun un album, If I Could Only Remember My Name et Songs for Beginners, avant d'entamer une tournée européenne ensemble en 1971. Leur bonne entente les incite à continuer à collaborer durant le reste des années 1970.
Nash et Crosby sont accompagnés par des membres du Grateful Dead sur Southbound Train, mais l'essentiel de l'album est enregistré avec Craig Doerge (claviers), Danny Kortchmar (guitare), Leland Sklar (basse) et Russell Kunkel (batterie), quatre musiciens de studio réputés de la Côte Ouest.

## Titres

### Face 1
1. Southbound Train (Nash) – 3:54
2. Whole Cloth (Crosby) – 4:35
3. Blacknotes (Nash) – 0:58
4. Stranger's Room (Nash) – 2:28
5. Where Will I Be? (Crosby) – 3:23
6. Page 43 (Crosby) – 2:56

### Face 2
1. Frozen Smiles (Nash) – 2:17
2. Games (Crosby) – 2:59
3. Girl to Be on My Mind (Nash) – 3:27
4. The Wall Song (Crosby) – 4:37
5. Immigration Man (Nash) – 3:02

## Musiciens
- David Crosby : chant, guitare acoustique (1, 5, 8), guitare électrique (2, 6-11)
- Graham Nash : chant, piano (2, 3, 4, 7, 10, 11), orgue (9, 10), harmonica (1, 4, 7), guitare acoustique (1)
- Jerry Garcia : guitare (1, 10)
- Danny Kortchmar : guitare (2, 4, 6-9)
- Dave Mason : guitare (11)
- Chris Ethridge : basse (1)
- Leland Sklar : basse (2, 4-9)
- Phil Lesh : basse (10)
- Greg Reeves : basse (11)
- Craig Doerge : piano électrique (2), orgue (4), piano (5-9)
- David Duke, Arthur Maebe, George Price : cor (4)
- Dana Africa : flûte (5)
- Johnny Barbata : batterie (1, 11)
- Russ Kunkel : batterie (2, 4, 6-9)
- Bill Kreutzmann : batterie (10)